# Sport
Sport som begreb forbindes generelt med konkurrence.
Den internationale sportsorganisation SportAccord definerer ligeledes begrebet "sport" som et begreb, hvor der skal indgå et konkurrencemoment.
Sport udøves under fastsatte regler, således at der kan konkurreres enten individuelt eller holdmæssigt mod modspiller(e).

## Historie
De første konkurrencer i Danmark fandt sted efter engelsk forbillede i sidste halvdel af 1800-tallet. Sporten havde sit udspring i adelige friluftsaktiviteter og senere vandt indpas i borgerskabet, hvorefter industrisamfundets arbejdere tog sporten til sig. Der opstod således sportskonkurrencer og sportsklubber inden for flere discipliner.
Sportens værdier flugtede med industrisamfundets værdier som sigtede på at producere og forbedre resultater og rekorder.
Sportens idémæssige og moralske baggrund bygger på engelsk ’gentlemankultur’ og amatøridealer. Den franske baron Pierre de Coubertin kombinerede de moderne engelske sportsidealer med de antikke græske lege og bidrog med ’olympismen’ til genfødslen af de olympiske lege i 1896.
Dansk Idræts Forbund (DIF) blev stiftet den 14. februar 1896 , hvor formålet var at varetage sportsforeningernes interesser. Bevæggrunden for stiftelsen af DIF var idéen om at få konstrueret ensartede amatør- og konkurrenceregler samt at få etableret en organisation, der kunne varetage sportens interesser over for offentlige myndigheder.

## Sportsorganisationer
Den største paraplyorganisation for dansk sport eller idræt hedder Danmarks Idræts-Forbund, der organiserer adskillige specialforbund, der igen repræsenterer endnu flere sportsgrene. Foruden disse organisationer eksisterer der mange klubber, der i foreningskulturen tilbyder mangfoldige sportsgrene, men som ikke er organiseret under omtalte organisationer, selvom der kan være tale om de samme sportsgrene.
Sport er opdelt i mange forskellige sportsgrene. Overordnet kan sportsgrenene inddeles i indenfor stående overkategorier:
- Atletik f.eks. maratonløb, diskoskast, stangspring, etc.
- Boldspil f.eks. fodbold, håndbold, qianball, etc.
- Cykling f.eks. landevejsløb, etapeløb, enkeltstart, etc.
- Frisbeespil f.eks. ultimate, discgolf, Double Disc Court, freestyle frisbee og guts frisbee.
- Gymnastik f.eks. barre, rytmisk gymnastik, trampolin, dans, etc.
- Kampsport f.eks. boksning, fægtning, taekwondo, den moderne form for kendo, etc.
- Luftsport f.eks. svæveflyvning, hanggliding, faldskærmsudspring, etc.
- Motorsport f.eks. formel 1, speedway, bilorienteringsløb, etc.
- Multisport f.eks. triatlon, duatlon, biatlon, etc.
- Vandsport f.eks. dykning, kapsejlads, vandpolo, etc.
- Vintersport f.eks. curling, skihop, langrend, etc.
- Sport med dyr f.eks. travløb, agility, military, etc.
- E-sport f.eks. Counter-Strike: Global Offensive, League of Legends, Dota 2, etc.

Se også listen over sportsgrene.

## Olympiske Lege
Sportsgrenene kan via deres nationale sportsorganisation kan søge optagelse på det olympiske program.[kilde mangler]

## Nationale sportsorganisationer
Danske Gymnastik- og Idrætsforeninger
- Danmarks Idræts-Forbund
- Dansk Atletik Forbund

## Internationale sportsorganisationer
- SportAccord (Sportsorganisation der organiserer internationale sportsforbund)
- EAA (European Athletic Association)
- IAAF (International Association of Athletics Federation)

## Eksklusion af sportsdiscipliner

### E-sport
Af Danmarks Idrætsforbunds Årsrapport fremgår det, citat: 
| Citat                                                 | DIF fastholder en dialog med e-sport; organisationen er endnu for lille og for uorganiseret til en medlemsoptagelse, og aktuelt anser DIF heller ikke aktiviteten som idræt. | Citat |
| Danmarks Idrætsforbunds Årsrapport, år 2014, side 24. | |       |

Efterfølgende har formanden for Danmarks Idrætsforbund (DIF), Niels Nygaard, stadfæstet DIF's holdning overfor e-sport i januar 2017, citat:
| Citat                            | Vi anser fortsat ikke e-sport for at være en idræt i den betydning, som vi bruger begrebet. | Citat |
| Niels Nygaard, formand DIF, 2017 |                                                                                             |       |

## Korruption og bestikkelse i sport
Der eksisterer flere eksempler på korruption i sportsverden.
I år 2016 brugte Englands landstræner i fodbold, Sam Allardyce, sin stilling til at forhandle en aftale på 400.000 pund samt tilbyde vejledning af forretningsfolk i at "omgå" Football Association-regler.